# Norman Cecil Egerton Miller
Norman Cecil Egerton Miller (ur. 13 lipca 1893 w Ramsgate, zm. 26 maja 1980 w Sturminster) – brytyjski entomolog, specjalizujący się w heteropterologii i ortopterologii.
Mimo braku wykształcenia kierunkowego pracował w latach 1928–1947 jako entomolog na Wydziale Rolniczym Universiti Kuala Lumpur w stolicy Malezji. W latach 1947–1949 przebywał w Zimbabwe. W 1949 roku zatrudniony został w Commonwealth Institute of Entomology w Londynie.
Miller jest autorem licznych publikacji naukowych poświęconych pluskwiakom różnoskrzydłym i prostoskrzydłym. Specjalizował się w rodzinach zajadkowatych i szarańczowatych. Najbardziej znanymi jego publikacjami są Notes on the Biology of the Reduviidae of Southern Rhodesia z 1953 roku oraz książka The Biology of the Heteroptera z 1956 roku.
Zbiory Millera zdeponowane zostały w Muzeum Historii Naturalnej w Londynie.